# Tango Bar (película de 1935)

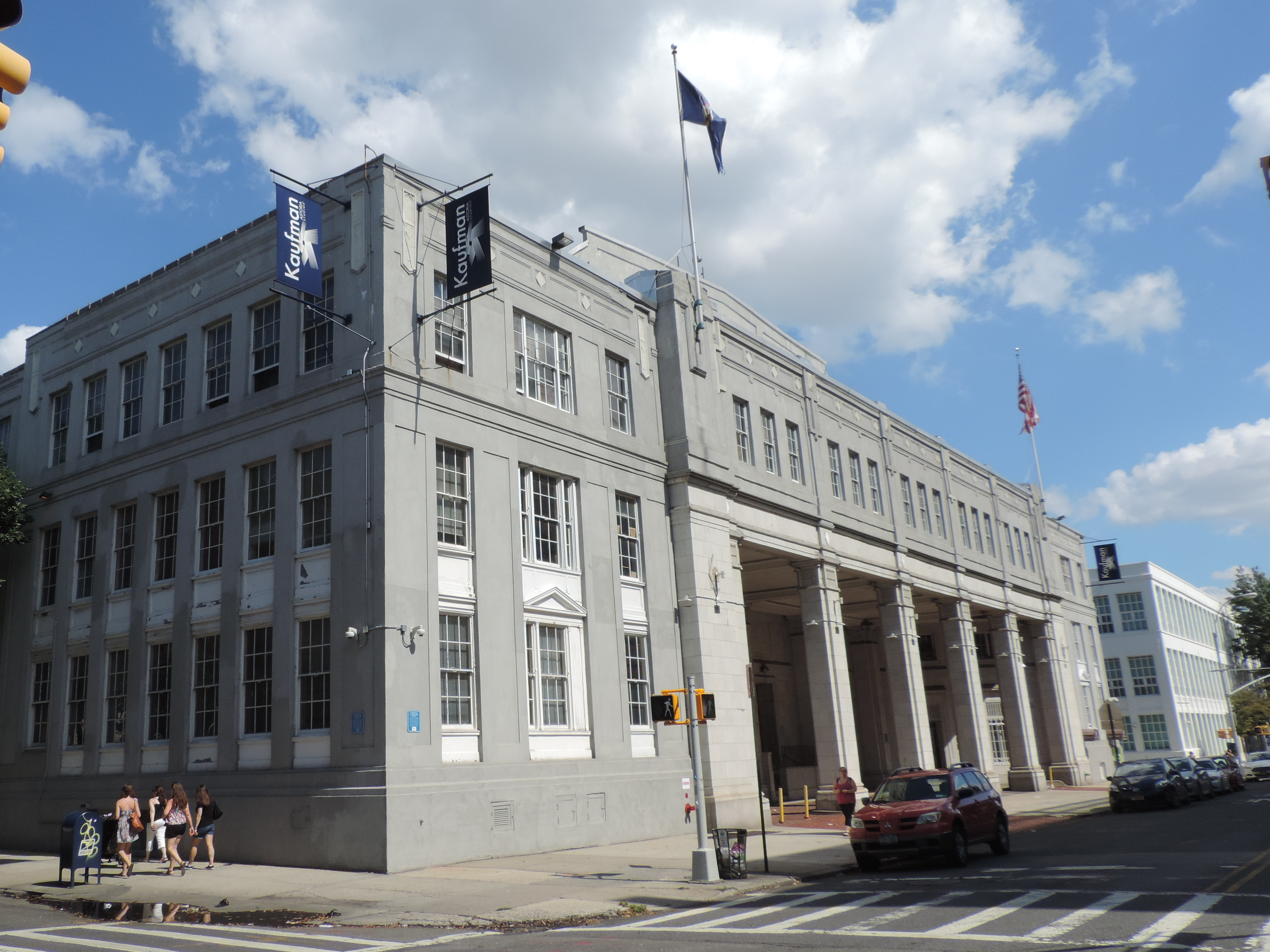
Estudios Kaufman Astoria donde fueron filmadas todas las películas estadounidenses de Gardel.

Tango Bar es la última película realizada por el cantante de tangos Carlos Gardel. Dirigida por el austríaco John Reinhardt, constituye también la última de la serie de películas estadounidenses de Gardel realizadas por la empresa Paramount en los estudios Kaufman Astoria ubicados en Astoria (Queens) en Nueva York. La película cuenta con el guion de Alfredo Le Pera y fue coprotagonizada por Rosita Moreno, Enrique de Rosas y Tito Lusiardo.
Gardel canta los temas Por una cabeza, Los ojos de mi moza, Lejana tierra mía y Arrabal amargo. Fue estrenada el 5 de julio de 1935 en Nueva York, pocos días después de que Gardel muriera en un accidente de aviación.

## Contexto
Entre 1931 y 1932 Carlos Gardel había realizado cuatro películas (Luces de Buenos Aires, Espérame, La casa es seria y Melodía de arrabal) con la empresa estadounidense Paramount en sus estudios europeos ubicados en Francia. Las películas hicieron de Gardel una estrella internacional, especialmente en el mundo hispanohablante. A fines de 1933 Gardel viajó por primera vez a Estados Unidos, donde cantó con gran éxito por la NBC de Nueva York, acompañado por la orquesta de la radio dirigida por Hugo Mariani y teniendo como arreglador al músico argentino Terig Tucci, radicado hacía años en Estados Unidos. 
En ese contexto Gardel convocó a Alfredo Le Pera a Nueva York para que actuara como su representante ante la Paramount, con el fin de realizar alguna película en los Estados Unidos, en un momento en el que ese país padecía la gran depresión de la década de 1930. El contrato se firmó el 20 de marzo de 1934, acordando crear una empresa productora subsidiaria del gigante del cine estadounidense con el nombre de Éxito Corporation, cuyo único accionista fue el cantante argentino. Inicialmente se realizaron dos películas ese mismo año: Cuesta abajo y El tango en Broadway, dirigidas por el francés Louis J. Gasnier, que debido al rechazo que suscitó en Gardel y sus socios artísticos, fue reemplazado en las dos películas finales. Luego de ir a Francia por poco tiempo, Gardel volvió Nueva York a fines de 1934, actuando en la NBC y participando en la filmación del catálogo musical de la Paramount Cazadores de estrellas (su título original es The Big Broadcast of 1936).
Entusiasmada con el éxito de las películas de Gardel, la Paramount decidió filmar dos películas más en 1935, que serían sus últimas películas: El día que me quieras y Tango bar. Gardel y Le Pera ya habían decidido que su etapa de trabajo con Gasnier estaba agotada y eligieron a John Reinhardt, un joven director de origen austríaco, que había dirigido varias películas con actores latinos y que se mostraba mucho más receptivo a las sugerencias de la dupla. Dos características centrales resaltan en estas últimas dos películas: la primera es la decisión de registrar el canto de Gardel en vivo, eliminando el doblaje tradicional en posproducción; la segunda es la decisión de dirigir el tono de las películas hacia el público de los países habla española, alejándose tanto del tono porteñista, como de los estereotipos europeo-norteamericanos.
Tango Bar se rodó en febrero de 1935, un mes después de haber filmado El día que me quieras, con Reinhardt como director y Le Pera como libretista. Como ya se veía viendo en las películas de Gardel, la producción continuó mejorando el nivel de actuación incorporando al excelente actor argentino Enrique de Rosas, quien se sumó al elenco anterior integrado por Rosita Moreno, Tito Luisardo, Fernando Adelantado y Manuel Peluffo.

## El barco deTango Bar
En las primeras escenas de esta película aparece Carlos Gardel con su amigo cantando "Por una cabeza". El escenario es la cubierta de un barco de pasajeros cuyo nombre, "Gneisenau", aparece en el salvavidas colocado junto al cantante. Nunca existió un buque de pasaje con ese nombre, pero si cuatro buques de guerra alemanes:  Buque escuela SMS Gneisenau (1875 - 1900), Crucero acorazado SMS Gneisenau (1906 - 1914), Acorazado Gneisenau (1934 - 1945) y el Destructor Gneisenau (F 212) (1958 - 1977). August Neidhardt von Gneisenau, fue un famoso mariscal de campo nacido en Sajonia y modernizador del ejército prusiano. El motivo de que el buque de la película reciba este nombre se debe a un deseo del director del film, John Reinhardt de origen austriaco.
Terminada la filmación y en medio del éxito con que era reconocido su arte y su ángel, Gardel comenzó a preparar una gira por varios países latinoamericanos, en cuyo transcurso sufriría el accidente de aviación en el que murió el 24 de junio de 1935.

## Argumento
El argumento es un policial romántico, que gira alrededor de un apostador a las carreras de caballos (Gardel) que pone un tango bar en Barcelona y una ladrona de joyas (Rosita Moreno), que resulta chantajeada.

## Reparto
- Carlos Gardel	... 	Ricardo Fuentes
- Rosita Moreno	... 	Laura Montalván
- Enrique de Rosas	... 	Comandante Zerrillo
- Tito Lusiardo	... 	Juan Carlos Puccini
- José Luis Tortosa	... 	Capitán
- Colette D'Arville	... 	Chichita
- Manuel Peluffo	... 	Manuel González
- Suzanne Dulier	... 	La criada de Laura
- William Gordon	... 	Sr. Cohen
- Carmen Rodríguez	... 	Sra.. Cohen
- José Nieto	... 	Inspector
- Juan D'Vega	... 	Ramos
- Jean Brooks	...
- Ted Stanhope	... 	Gustav